# Schwarzenbach (Basse-Autriche)
Pour les articles homonymes, voir Schwarzenbach.
Schwarzenbach est une commune autrichienne du district de Wiener Neustadt-Land en Basse-Autriche.

## Histoire
- Burg (Schwarzenbach)